# Christian Benteke
Christian Benteke Liolo (* 3. prosince 1990 Kinshasa) je belgický profesionální fotbalista původem z DR Kongo, který hraje na pozici útočníka za americký klub D.C. United a za belgický národní tým.

## Reprezentační kariéra
Christian Benteke působil v mládežnických reprezentacích Belgie U17, U18, U19, U21.
V belgickém reprezentačním A-mužstvu debutoval 19. 5. 2010 v přátelském utkání proti Bulharsku (výhra 2:1).
Trenér Marc Wilmots jej nominoval na EURO 2016 ve Francii, kde byli Belgičané vyřazeni ve čtvrtfinále Walesem po porážce 1:3. Nastoupil ve dvou z pěti zápasů svého mužstva na šampionátu.

## Osobní život
Narodil se v Kinshase (DR Kongo, tehdejší Zair), jeho otec Jean-Pierre ho vzal s rodinou natrvalo za bratrem do Belgie do Lutychu.